# Мікроформи книги
Мікрофóрми кни́ги — зменшені від 7,5 до 50 разів примірники видань, що мають вигляд мікрофільму, мікрокарти чи мікрофіші, тощо. Робота з мікроформами книги потребує використання читально-копіювальних апаратів та інформаційно пошукових приладів. Зараз поширені автоматизовані системи взаємодії комп'ютера безпосередньо з мікроформами книги: перенесення даних з мікроформи на ЕОМ (CIM — Computer Input Microfilm), виведення інформації з ЕОМ на мікроформу (COM — Computer Output Microfilm) та пошуку даних на мікроформі книги(CAR — Computer Assisted Retrieval).
Мікроформи книги, як і будь-який інший мікрографічний документ виконується на певному мікроносії у вигляді мікрокопії чи оригіналу мікродокумента. Мікроформи виробляються у компактній формі на фото-, кіно-, магнітних стрічках чи оптичних дисках, що дає змогу отримати такі переваги, як: малі фізичні розміри й невелику вагу, значну інформаційну місткість, компактність збереження інформації тощо, але для відтворення, тобто зчитування подібних мікроформ необхідна наявність спеціальної апаратури. Вчені прогнозують, що термін служби подібних мікроформ може варіюватися від 500–600 і навіть більше років.

## Види мікроформ
За ознакою походження мікроформи поділяють на два види:
- оригінальні мікродокументи;
- мікрокопії.

За матеріальною основою мікроформи поділяють на два види:
- прозорі (аркушний мікрофільм для швидкого здійснення інформаційного пошуку);
- непрозорі (мініатюрне факсиміле, мікрокадр, мікротейк і мікрострип, мікрокриїт, мікролено).

За матеріальною конструкцією мікроформи поділяються на такі види:
- рулонні мікроформи з лінійним розташуванням мікрозображень;
- плоскі носії з двомірним розташуванням мікрозображень;
- складені мікроформи (клясерні карти типу «джекет», апертурні карти).

За інформаційною місткостю мікроформи поділяють на два види:
- великі (рулонні МФ на котушках місткості до 44 тис. кадрів, ультрафіші — до 3 тис. кадрів);
- малї (ФШ до 60 — 100 кадрів, непрозорі МК до 100 кадрів, апертурні карти до 8 кадрів).

Мікроформи виникають не лише у зв'язку з необхідністю зменшити розміри оригіналів (рукописів, книг, газет, малюнків, креслень
тощо) у кілька разів, а й з метою зручності у користуванні, а також з метою тривалого зберігання змісту оригінального документа.